# جبريل هيرمان
جبريل هيرمان (بالعبرية: גבריאל הרמן‏) هو باحث في تاريخ العصور الكلاسيكية ومؤرخ إسرائيلي، ولد في 10 مايو 1947.